# Orstenotubulus evamuellerae
L'orstenotubulo (Orstenotubulus evamuellerae) è un animale estinto, appartenente ai lobopodi. Visse alla fine del Cambriano medio (circa 500 milioni di anni fa) e i suoi fossili sono stati ritrovati in Svezia. È considerato uno dei più piccoli e più recenti fra i lobopodi.

## Descrizione
Questo minuscolo animale possedeva un corpo allungato e vermiforme, che non superava i 205 µm di diametro, cioè 0,0205 centimetri (cm). Il corpo era annullato finemente ed è probabile che vi fossero 9 o 10 segmenti dotati di zampe tubolari, caratterizzati da "gobbe" dorsali che si protendevano in lunghe spine. Vi erano due distinti tipi di estensioni che ricoprivano corpo e zampe: papillae dermiche composte da numerose cellule epidermiche, e guaine coniche dotate di spine retrattili.

## Classificazione
Orstenotubulus è stato descritto per la prima volta nel 2007 sulla base di resti fossili provenienti dalla regione di Västergötland, in Svezia, risalenti alla fine del Cambriano medio. Orstenotubulus appartiene evidentemente ai lobopodi, un gruppo di animali vermiformi tipici del Cambriano, dotati di zampe tubolari non segmentate, affini agli attuali onicofori e ai tardigradi. I fossili di Orstenotubulus sono conservati in tre dimensioni, ed è il primo caso per quanto riguarda i lobopodi cambriani. Questo animale è molto importante perché presenta alcune somiglianze con alcuni gruppi animali recenti (come i tardigradi e gli onicofori) nella cuticola strutturata a cellule e nelle spine. Orstenotubulus presenta altre similitudini con numerosi lobopodi estinti del Cambriano (come Hallucigenia): il corpo e le zampe annulate finemente, le protuberanze dorsali terminanti in spine (una caratteristica mancante nelle forme viventi). La morfologia di questo animale è importante anche per comprendere l'evoluzione dei più antichi artropodi, la cui origine è considerata vicina ai gruppi dei lobopodi e degli onicofori: in Orstenotubulus era presente un singolo gonoporo ventrale, situato tra una delle paia di zampe, così come negli onicofori, nei tardigradi, nei pentastomidi, nei miriapodi e negli insetti. Questa condizione è quindi considerata primitiva (plesiomorfica) negli artropodi, mentre i due gonopori appaiati presenti nei chelicerati e nei crostacei sembrerebbe essere un fenomeno di convergenza evolutiva.

## Paleobiologia
Si suppone che Orstenotubulus fosse un minuscolo animale che viveva sul fondale marino. L'orientamento laterale delle zampe e delle loro spine implica che questi animali strisciassero sul fondale e non camminassero; è possibile che questa fosse la modalità di spostamento dei primi artropodi.